# Saalbach-Hinterglemm
Saalbach-Hinterglemm – gmina w Austrii, położona w kraju związkowym Salzburg, w powiecie Zell am See, na wschodnim krańcu Alp Kitzbühelskich. Jest znaną bazą narciarską i ośrodkiem sportowym. Gmina składa się z dwóch blisko położonych miejscowości: Saalbach i Hinterglemm. Liczy 2862 mieszkańców (1 stycznia 2015).
Odbyły się tutaj Mistrzostwa Świata w Narciarstwie Alpejskim 1991. Gmina ta zorganizuje także Mistrzostwa Świata w Narciarstwie Alpejskim 2025.
Głównym źródłem dochodu gminy jest turystyka.

## Galeria

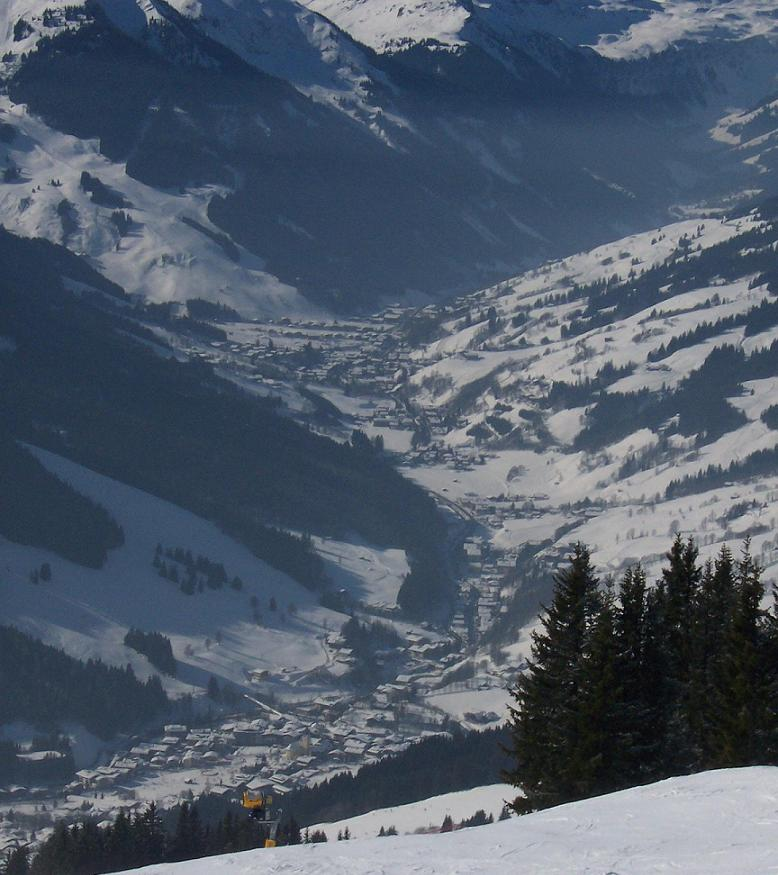
Saalbach-Hinterglemm widziane ze szczytu Bründlkopf
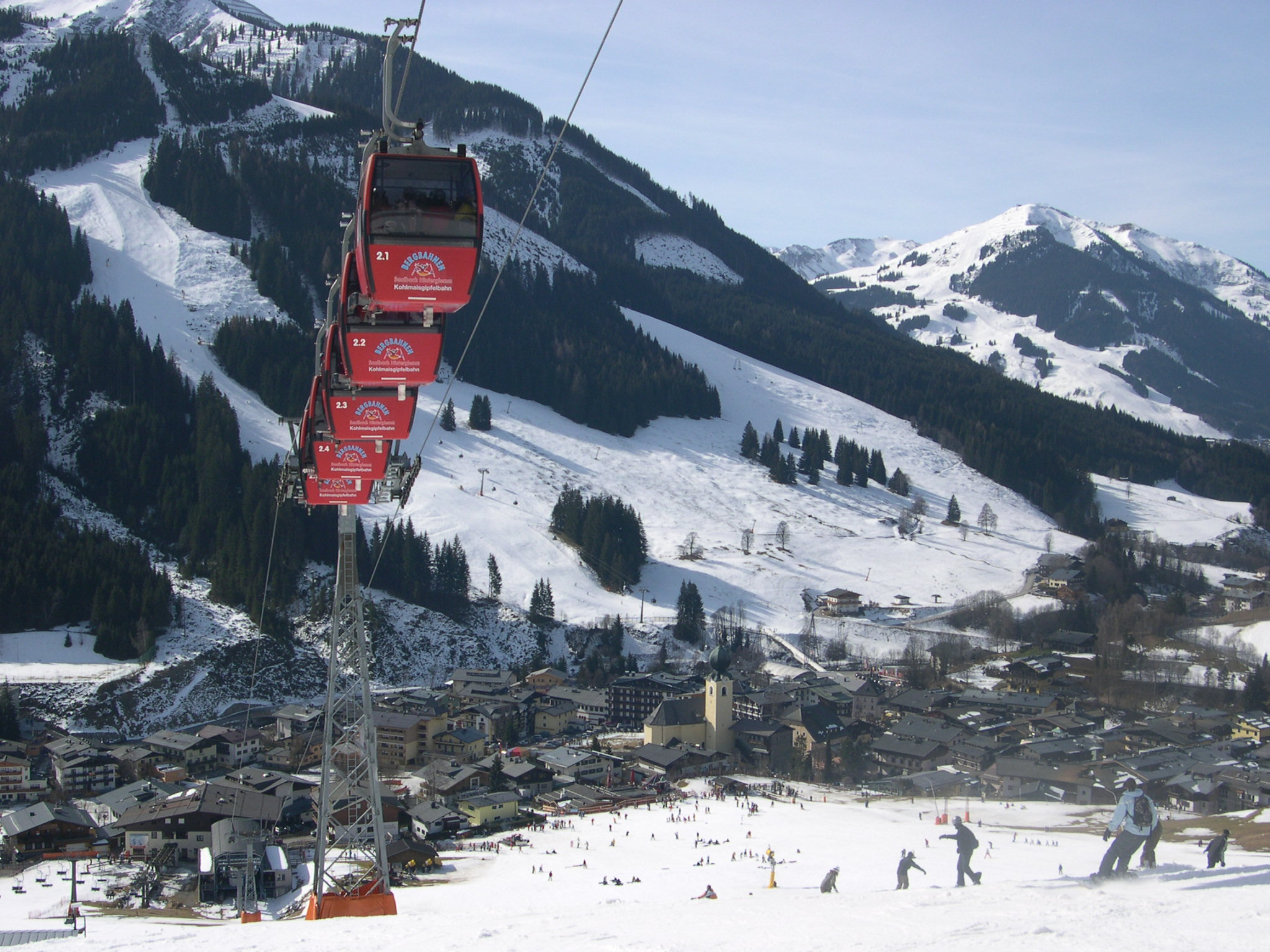
Kolejka linowa Kohlmaisbahn
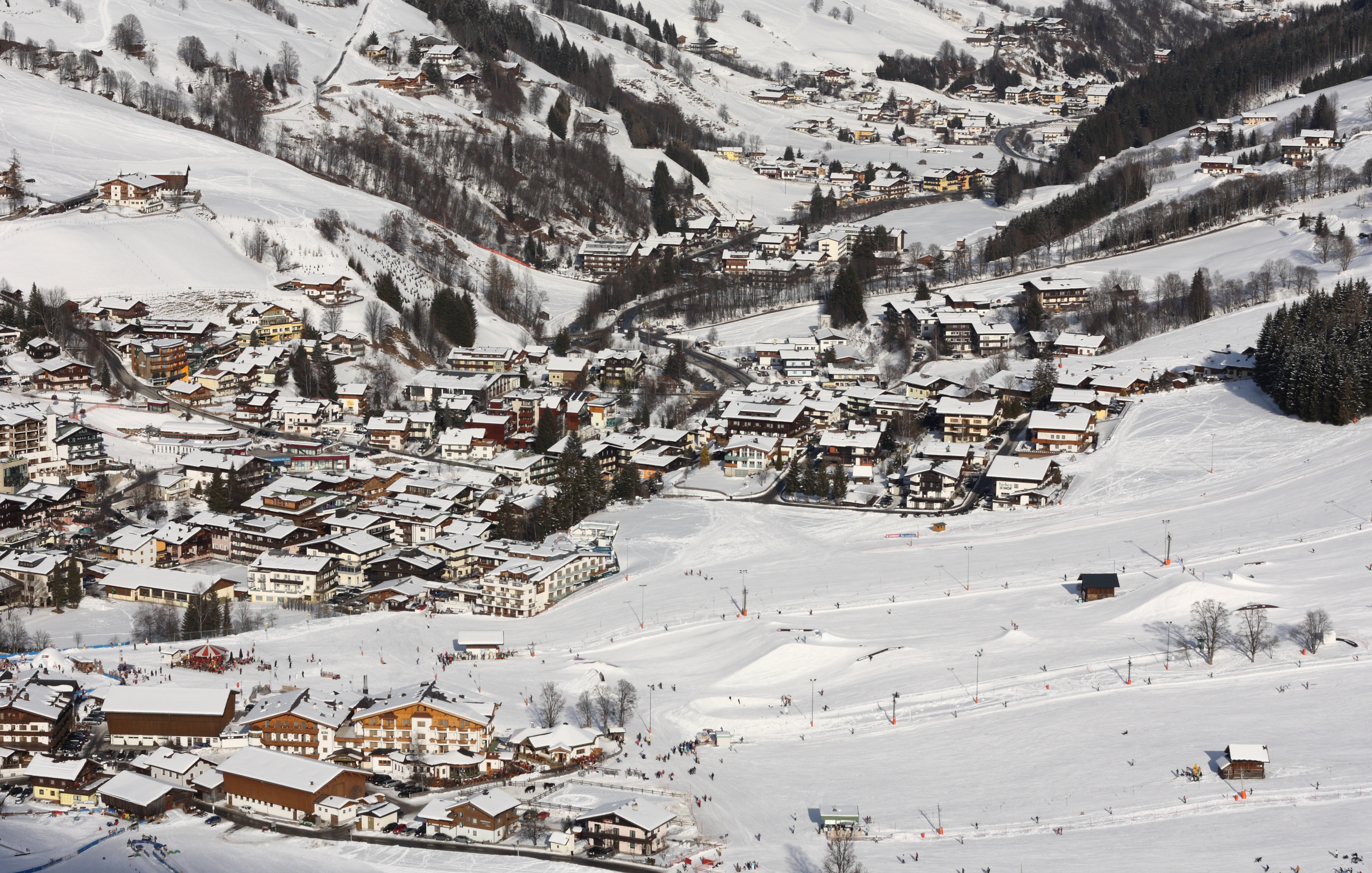
Hinterglemm w zimie